# Акт о независимости Грузии
Акт о независимости Грузии (груз. დამოუკიდებლობის აქტის) — первый официальный документ Грузии, на основе которого 26 мая 1918 года была объявлена независимость Грузинской демократической республики.

## Предыстория
В феврале 1918 года в Тифлисе был созван Закавказский сейм, куда вошли депутаты, избранные от Закавказья во Всероссийское учредительное собрание, и представители местных политических партий. В марте был подписан Брестский мир, согласно которому Турции отходили от бывшей Российской империи населённые грузинами и армянами области Батума, Карса и Ардагана. Грузинские и армянские представители отвергли подписанный договор, объявив, что считают себя в состоянии войны с Турцией.
Турецкие войска перешли в наступление, 11 марта взяли Эрзерум, 13 апреля — Батуми. Закавказское правительство попросило о возобновлении переговоров, но Турция потребовала официального выхода Закавказья из состава России. 22 апреля Сейм принял резолюцию о провозглашении Закавказья независимой Закавказской Демократической Федеративной Республикой (ЗДФР).
Переговоры же в Батуми с 11 мая по 26 мая привели к развалу ЗДФР и созданию отдельных независимых государств.

## Провозглашение независимости
24 мая 1918 года на заседании исполкома Грузинского национального совета было принято германское предложение о покровительстве; 25 мая в Грузию вошли германские войска. 
26 мая Закавказский сейм объявил о самороспуске и в тот же день Грузинский национальный совет принят Акт о независимости, провозгласил создание Грузинской Демократической Республики. Акт о независимости от 26 мая 1918 года стал основой для грузинской государственности.